# Gesneria alpina
Gesneria alpina là một loài thực vật có hoa trong họ Tai voi. Loài này được (Urb.) Urb. mô tả khoa học đầu tiên năm 1908.